# Micropanchax bracheti
Micropanchax bracheti är en fiskart som först beskrevs av Berkenkamp, 1983.  Micropanchax bracheti ingår i släktet Micropanchax och familjen Poeciliidae. IUCN kategoriserar arten globalt som sårbar. Inga underarter finns listade i Catalogue of Life.